# Aline de Dilbeek
Pour les articles homonymes, voir Aline.
Sainte Aline de Dilbeek (ou Alène, Alena, Halene), née au VIIe siècle et morte (assassinée) vers 640, est une jeune fille du Brabant qui souffrit persécution et mort pour son attachement à la foi chrétienne. Elle est commémorée localement le 16 juin (dans le Brabant), le 20 octobre dans le reste de l'Église latine et le 19 juin en Orient.

## Histoire et tradition

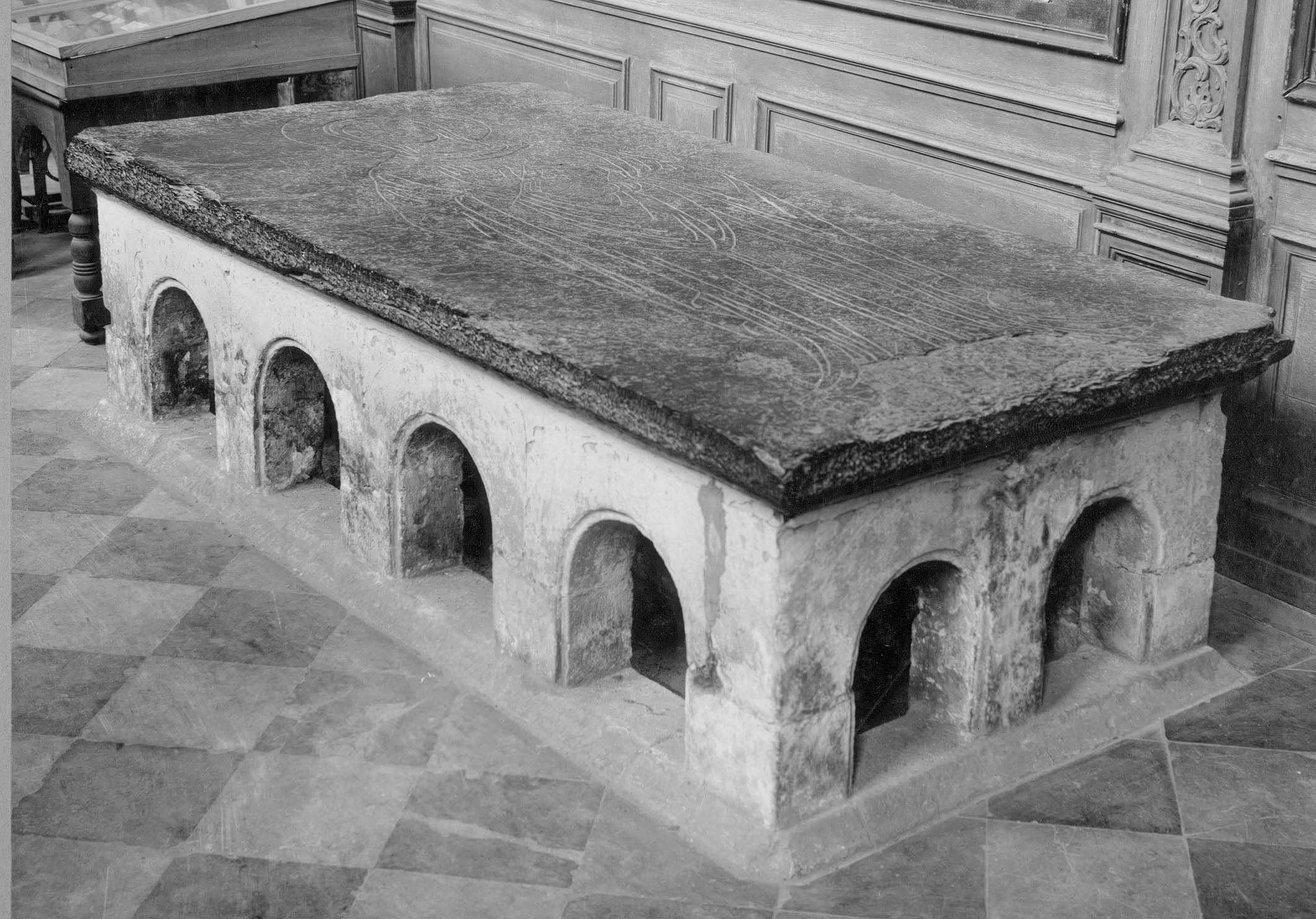
Cénotaphe dans l'église Saint-Denis de Forest (vers 1200).

Aline était la fille de Levold, châtelain de Dilbeek. Son païen de père, un jour qu’il chassait sur les bords de la Senne, arrive à Forest où il rencontre un ermite qui lui parle du christianisme. Rentré chez lui, il raconte son aventure aux membres de sa famille. Sa fille Aline se sent attirée par cette nouvelle foi chrétienne. Elle se rend près de l’ermite, et après instruction dans la foi reçoit le baptême. Elle assiste aux offices religieux. Son père, furieux, le lui interdit. Elle ne tient pas compte de cet ordre. Finalement, un jour, comme elle se rend à l’oratoire, elle est arrêtée par les gardes de son père. Elle refuse de les suivre et se tient fermement à un arbre. Ils lui arrachent le bras. De violence en violence, ils en arrivent à la tuer. Son père, devant ses miracles, finit par se convertir au christianisme avec sa femme Hildegarde.
La chapelle Sainte-Alène de Forest fut intégrée dans l'église paroissiale Saint-Denis lorsque celle-ci fut construite. Pendant longtemps cette chapelle, et le sarcophage qui s'y trouve furent l'objet de pèlerinages et dévotion populaire.
Dans le Brabant, la commémoration liturgique de Sainte Aline se fait le 16 juin.

### Liens
- Notice dans un dictionnaire ou une encyclopédie généraliste :   - Biographie nationale de Belgique